# Хатиби, Абделькебир
Абделькебир Хатиби (фр.  Abdelkébir Khatibi, 11 февраля 1938, Эль-Джадида — 16 марта 2009, Рабат) — виднейший марокканский философ
 и социолог, поэт, прозаик, драматург, литературный критик, эссеист. Писал на французском языке.

## Биография
Ребёнком потерял отца. В 12 лет начал писать стихи по-арабски, затем перешел на французский, который и стал для него литературным языком. Учился в Марракеше, в Касабланке. С 1959 изучал социологию и философию в Сорбонне, защитил там докторскую диссертацию по магрибскому роману в 1965 (опубликована в 1968). Испытал влияние красного мая и контркультуры 1960-х годов. Вернувшись в Марокко, активно выступал как исследователь, педагог, общественный деятель, литератор. В 1971 опубликовал первый роман. В 1979 возглавил Институт научных исследования при университете Рабата.
Скончался от инфаркта миокарда.

## Произведения
- Магрибский роман, очерк/ Le Roman maghrébin, Paris, Maspéro, 1968 (переизд. 1979)
- Bilan de la sociologie au Maroc (1968)
- Études sociologiques sur le Maroc (1971)
- Татуированная память, роман/ La Mémoire tatouée, Paris, Denoël, 1971 (переизд. 1979)
- Рана имени собственного, эссе/ La Blessure du nom propre, Paris, Denoël, 1974 (переизд. 1986)
- Vomito blanco (Le sionisme et la conscience malheureuse), essai, 1974
- Le Lutteur de classe à la manière taoïste, poésie, Paris, Sindbad, 1976
- Книга крови, роман/ Le Livre du sang, Paris, Gallimard, 1979 (переизд. 1986)
- Пророк под покрывалом, пьеса/ Le Prophète voilé, Paris, L’Harmattan, 1979
- О ночи тысяча третьей, эссе/ De la mille et troisième nuit, Rabat, SMER, 1980
- Любовь на двух языках, повесть/ Amour bilingue, Montpellier, Fata Morgana, 1983
- Магриб во множественном числе, эссе/ Maghreb pluriel, Paris, Denoël, 1983
- Le Même Livre, Correspondance avec J. Hassoun, Paris, Éditions de l’Éclat, 1985
- Посвящается грядущему году, стихи/ Dédicace à l’année qui vient, Montpellier, Fata Morgana, 1986
- Образы чужака во французской литературе/ Figures de l’étranger (dans la littérature française), essai, Paris, Denoël, 1987
- Par-dessus l'épaule, essai, Paris, Aubier, 1988
- Парадоксы сионизма, эссе/ Paradoxes du sionisme, Rabat, Al Kalam, 1989
- Лето в Стокгольме, роман/ Un été à Stockholm, Paris, Flammarion, 1990
- Penser le Maghreb, essai, Rabat, SMER, 1993
- Рабатский триптих, роман/ Triptyque de Rabat, Paris, Noël Blandin, 1994
- Искусство каллиграфии в исламе, эссе/ L’Art calligraphique de l’sslam, avec Mohamed Sijelmassi, Paris, Gallimard, 1994
- От знака к образу, эссе/ Du signe à l’image, avec Ali Amahan, livre d’art sur le tapis marocain, Casablanca/Milan, Lak International, 1995
- L’Alternance et les Partis politiques, essai, Casablanca, Eddif, 1999
- Язык другого, эссе/ La Langue de l’autre, New York, Les Mains secrètes, 1999
- Vœu de silence, essai, Paris, Al Manar, 2000
- Современное арабское искусство, эссе/ L’Art contemporain arabe, Paris, Al Manar, 2001
- Тело на Востоке, эссе/ Le Corps oriental, Paris, Hazan, 2002
- Странствие влюбленного художника, роман/ Pèlerinage d’un artiste amoureux, Paris, Éditions du Rocher, 2003 (переизд. 2006)
- Aimance, poésie, Paris, Al Manar, 2004
- Correspondance ouverte, avec G. EL Khayat, Rabat, Marsam, 2004
- Féerie d’un mutant, récit, La Serpent à plumes, 2005
- Поэтический квартет, эссе/ Quatuor poétique, Paris, Al Manar, 2006
- Жак Деррида, как он есть, эссе/ Jacques Derrida, en effet, Paris, Al Manar, 2007
- Пишущий и его тень/ Le Scribe et son ombre, Paris, Éditions de La Différence, 2008

## Сводные издания
Сочинения в 3-х томах/ Œuvres de Abdelkébir Khatibi, tome I: Romans et récits, tome II: Poésie de l’Aimance, tome III: Essais, Paris, Éditions de La Différence, 2008 (с предисловиями Жака Деррида и Ролана Барта)

## Признание
Большая премия Французской Академии (1994), Большая премия Марокко (1998), Премия Средиземноморской Африки/ Магриб (2003), премия общества писателей Франции (2008, впервые была присуждена арабскому автору).
Книги Хатиби переведены на многие языки, включая японский.